# Masawaiyh
Pour les articles homonymes, voir Masawaih.
Masawaih, ou Mésué, (fin du VIIIe siècle-début du IXe siècle) était un préparateur en pharmacie de l'hôpital de Gundishapur que Gabriel bar Bokhticho fit venir à Bagdad quand, sans doute dans les années 790, le calife Hâroun ar-Rachîd le chargea de fonder le premier hôpital de la capitale. Il épousa une ancienne esclave du médecin David bar Sérapion, nommée Risala, dont il eut deux fils : Michel (Mikhail) et Jean (Yohannan en syriaque, Yuhanna en arabe). Il parvint à guérir d'une ophthalmie un serviteur du vizir al-Fadl ibn al-Rabi, puis le vizir lui-même, qui fit de lui son médecin personnel. Il soigna aussi les yeux du calife Hâroun ar-Rachîd et de sa sœur et fut nommé oculiste du souverain, ce dont Gabriel bar Bokhticho ne manqua pas de prendre ombrage, ulcéré qu'un simple préparateur en pharmacie soit élevé aux mêmes honneurs que lui. 
Ses deux fils apprirent la médecine auprès de Gabriel. Michel épousa la fille du maître et devint ensuite médecin du calife al-Mamoun, car son beau-père, qui avait été partisan d'al-Amin, était disgracié. Mais en 825, Michel ne parvint pas à guérir le calife et Gabriel fut rappelé. Jean eut une carrière bien plus brillante que son frère : de son nom arabe Yuhanna ibn Masawaih (« Jean fils de Mésué »), il a été connu en Occident sous le nom de « Jean Mésué » ou « Mésué l'Ancien », ce qui occasionne parfois une confusion avec son père.

## Sources
Sur sa vie et ses œuvres, voir : 
- J.-C. Vadet, "Ibn Masawayh" in, The Encyclopaedia of Islam, 2nd edition, ed. by H.A.R. Gibbs, B. Lewis, Charles Pellat, C. Bosworth et al., 11 vols. (Leiden: E.J. Brill, 1960-2002) vol. 3, p. 872-873
- Manfred Ullmann, Die Medizin im Islam, Handbuch der Orientalistik, Abteilung I, Ergänzungsband vi, Abschnitt 1 (Leiden: E.J. Brill, 1970), p. 112-115
- Fuat Sezgin, Medizin-Pharmazie-Zoologie-Tierheilkunde bis ca 430 H., Geschichte des arabischen Schrifttums, Band 3 (Leiden: E.J. Brill, 1970), p. 231-236.